# Padang Magek
Padang Magek is een bestuurslaag in het regentschap Tanah Datar van de provincie West-Sumatra, Indonesië. Padang Magek telt 4996 inwoners (volkstelling 2010).